# پنستمن
پنستمن (نام علمی: Penstemon) نام یک سرده از تیره بارهنگیان است.